# 루카와 리나
루카와 리나(일본어: 瑠川 リナ, 1991년 2월 23일 ~ )는 일본의 성인 비디오 여배우, 그라비아 아이돌이다. 해체된 걸 그룹 에비스 마스캇츠에서 활동했으며, 2016년 기준으로 15인조 걸 그룹인 SEXY-J에 소속되어 활동하고있다.

## 프로필
| 오키타 안리 | 오키타 안리            |
| ----------- | ---------------------- |
| 성별        | 여성                   |
| 컵사이즈    | D컵                    |
| 혈액형      | A형                    |
| 취미        | 음악, 애니메이션, 쇼핑 |

## 활동

### 예능 활동
루카와 리나는 버라이어티 쇼에 출연한 적이 있으며, 미히로는 왕관 프로그램 「욘분노이치 지칸」(TV 사이타마, TOKYO-MX)과 「미히리나의 요니치」(web 전달)에서 같은 사무소의 선배 이다와 함께 출연했다. 미히로는 사무실의 후배로 젊었기 때문에 여동생으로 생각되었다. 그 밖에도 카스미 라디오에 게스트로 출연, Bi~Chi 9(사이타마 TV)에 대리 출연, 무스카트 나이트(도쿄 TV)에서 에비스 마스캇 초대로 게스트로 출연. 2016년 4월부터 Bi~Chi 9(TV 사이타마)의 메인 MC로 출연했다.

### 아이돌그룹에서의 활약
2010년 4월 「잠깐 머스캣!」에서 에비스 마스캇츠 4기생으로서 출연한 루카와는, 이후의 머스캣 시리즈에 모두 출연했다. "이봐, 무스카트!" 에비스 마스캇츠 스탭의 인기 투표에서는 리오와 요시자와 아키호에 이어 3위에 올랐다. 「구걸 무스카트 DX」에서 「예!(풀린)은 파트너와 함께 코믹한 재능과 오리지널 곡을 연주했다. Purukawa 5의 오리지널 곡 "Purukawa YES"(루카와 사쿠라기)에서 "Go-Go ... 뿌루카와」(루카와, 니시노 쇼, 시노하라 사에미). 에비스 마스캇츠의 싱글 CD에서는 7집 앨범 'Filial Baby'의 센터를 담당하고 있다. 2013년 4월 7일, 해산 콘서트 「여자의 꽃길 ~졸업식~」을 개최해, 에비스 마스캇츠를 졸업했다. 덧붙여서, 우루카와의 이름은 현재 루카와의 캐치 프레이즈에도 사용되고 있다.

### 솔로가수 활동
에비스 마스캇츠 졸업 후 솔로 데뷔, 2014년에 솔로 싱글 「17세」와 「댄싱 히어로」의 2개를 발매. 9월 22일에는 섹시 아이돌 그룹과 가수들이 대거 모인 뮤직 페스티벌 'SEXY IDOL MUSIC FESTA 2014'(회장:CLUB CITTA(가와사키))에서 무대를 펼쳤다. 그 후 2015년에 아이돌 그룹 「SEXY-J」로 데뷔해 「세일러복을 벗지 말아요」를 발매. 또한 AV데뷔작 '스트레이트 아이돌'에는 신작곡 'True Real Love'가 수록되어 있다. 그녀는 은퇴 후 라이브로 이 곡을 사실상 데뷔곡으로 불렀다.

### AV 배우시기
2010년에 이미지 비디오를 공개해, 같은 해 5월에 S1 전속이 되었다.
2014년 5월 20일 한국 플레이보이TV의 '위시걸' 촬영차 오키타 안리와 함께 방한한 적이 있다. 해당 프로그램은 SNS를 활용한 술래잡기로, 배우를 잡은 술래에게 차 안에서 이런저런 서비스를 해주는 내용이다. 같은 회사의 '연예인 여체분석 핫기어'에도 출연하였다.
같은해 12월에는 소프트 온 디맨드로 옮겨, 2015년 8월에 발매된 작품을 마지막으로 AV여배우 은퇴를 선언했다.